# Burg Wittislingen
Die Burg Wittislingen ist eine abgegangene mittelalterliche Niederungsburg in Wittislingen in Bayerisch-Schwaben. An ihrer Stelle steht heute die Kirche St. Ulrich und Martin.

## Geschichte
Durch den Fund des Wittislinger Fürstengrabes weiß man, dass der Ort bereits im 7. Jahrhundert Sitz eines Hochadelsgeschlechtes war. Der Name des Ortes lässt aufgrund der Endung -ingen darauf schließen, dass der Ort einst einen alamannischen Sippenführer namens Witto oder ähnlich hatte. Die im Ort ansässigen Hupaldinger, die nach der Zerschlagung des Herzogtums Alamannien durch die fränkischen Könige einen Grafschaftsbezirk belehnt bekamen, sind möglicherweise Nachfahren dieses Fürstengeschlechts. Nachdem die Hupaldinger im 9./10. Jahrhundert von ihrer Burg in Wittislingen auf ihre neue Burg Dillingen übersiedelten, nannten sie sich Grafen von Dillingen.
Von nun an überließen die Grafen den Ort Ministerialen, wie den Schenken von Wittislingen, die die Burg im Hochmittelalter erbauten. Im 13./14. Jahrhundert wurde die Burg aufgegeben und an ihrer Stelle eine Basilika für das um die Burg entstandene Dorf errichtet. Von der Burg ist nur der Bergfried erhalten, der heute als Kirchturm genutzt wird.